# Aumale
Aumale é uma comuna francesa na região administrativa da Normandia, no departamento de Sena Marítimo. Estende-se por uma área de 9,06 km². Em 2010 a comuna tinha 2 066 habitantes (densidade: 228 hab./km²).